# Szczurzynek koralowy
Szczurzynek koralowy (Melomys rubicola) – gatunek gryzoni z rodziny myszowatych (Muridae), który występował endemicznie na Bramble Cay, australijskiej wysepce w Cieśninie Torresa. Gatunek został opisany naukowo w 1924 roku przez O. Thomasa, wymarł na początku XXI wieku na skutek wzrostu poziomu morza związanego z ociepleniem klimatu.

## Zasięg występowania

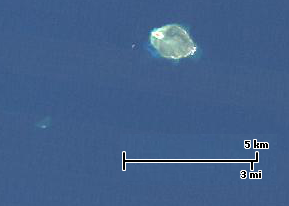
Zdjęcie satelitarne Bramble Cay (1990)

Szczurzynek koralowy występował tylko na porośniętej roślinnością wysepce Bramble Cay (Maizab Kaur), o powierzchni około 4 hektarów. Nie stwierdzono jego występowania na innych wyspach, mimo intensywnych poszukiwań. Budowa ciała i badania białek krwi wskazywały, że jest blisko spokrewniony ze szczurzynkiem przylądkowym (Melomys capensis) żyjącym na półwyspie Jork. Naukowcy sądzą, że pierwotna populacja wywodziła się z regionu delty rzeki Fly na Nowej Gwinei. Istnieje jeszcze niewielkie prawdopodobieństwo, że nieznana populacja tego lub blisko spokrewnionego gatunku mogła przetrwać na niezbadanej wysepce w pobliżu ujścia Fly.
Gryzoń ten prowadził nocny tryb życia, kryjąc się wśród roślinności i znajdując schronienie w kopanych norach. Niewiele było wiadomo o jego biologii i ekologii.

## Historia gatunku
Przodkowie szczurzynka koralowego wywodzili się z delty rzeki Fly. Gatunek został odkryty w 1845 roku przez marynarzy z HMS Bramble, którzy odkryli wysepkę i dla sportu polowali na żyjące na niej gryzonie. W 1978 roku oceniano, że na wysepce może żyć kilkaset gryzoni; badania terenowe w 2004 roku pozwoliły ocenić, że na Bramble Cay żyje najprawdopodobniej nie więcej niż 50 osobników. Zasięg szczurzynka koralowego był jednym z najmniejszych zasięgów występowania ssaków. Gryzoń ten był uznawany za gatunek krytycznie zagrożony ze względu na wysokie prawdopodobieństwo utraty środowiska, zagrożenie wprowadzeniem obcych gatunków do ekosystemu, a w dalszej kolejności także chów wsobny.
Erozja wysepki przez morze doprowadziła do tego, że w dekadzie 2004–2014 powierzchnia suchego lądu, wynurzonego podczas przypływów, skurczyła się z 4 do 2,5 ha. Znacznie bardziej zmalał obszar porośnięty przez roślinność: z 2,2 ha w 2004 r. do zaledwie 6,5 ara w marcu 2014, co oznacza utratę 97% dostępnego środowiska. Późniejsza ekspedycja stwierdziła wprawdzie wzrost porośniętej powierzchni, ale jej różnorodność biologiczna zmalała.
Ostatni raz zwierzę zostało schwytane przez naukowców w 2004 roku, a jeszcze w 2009 było widziane przez rybaka. Ekspedycja badawcza przeprowadzona w 2014 roku stwierdziła, że jedyna znana populacja gatunku na Bramble Cay wymarła. Kluczowym czynnikiem, który spowodował wymarcie tych ssaków, było zalewanie nisko leżącej rafy przez morze. Miało to miejsce najprawdopodobniej kilkakrotnie w pierwszych dekadach XXI wieku, spowodowało zniszczenie siedlisk zwierząt lub nawet bezpośrednio przyczyniło się do ich śmierci. Wzrost poziomu morza w Cieśninie Torresa, jak również wzrost liczby gwałtownych zjawisk pogodowych w regionie, można powiązać z antropogenicznymi zmianami klimatu.